# Dakshina Kannada
Dakshina Kannada är ett distrikt i Indien.   Det ligger i delstaten Karnataka, i den södra delen av landet, 1 800 km söder om huvudstaden New Delhi. Antalet invånare är 2 089 649. Arean är 4 559 kvadratkilometer. Dakshina Kannada gränsar till Udupi.
Terrängen i Dakshina Kannada är bergig österut, men västerut är den platt.
Följande samhällen finns i Dakshina Kannada:
- Mangaluru
- Ullal
- Puttūr
- Bantvāl
- Sulya
- Mūlki